# Luigi Piacenza
Luigi Piacenza (Bussolengo, 22 marzo 1935 – Genova, 14 novembre 2009) è stato un botanico italiano, esperto di etnobotanica e paleobotanica.

## Biografia
Dopo l'arruolamento in marina, dove può realizzare studi sull'elettronica, approfondisce il settore radar e tecnico audiovisivo.
In seguito ad un viaggio in Asia col fratello geologo, si trasferisce negli anni sessanta a Genova e inizia a frequentare il Museo Americanistico "Federico Lunardi", dove nasce la sua passione per lo studio delle antiche civiltà, interesse che lo ha poi accompagnato per tutti gli anni seguenti.
L'incontro con Giuseppe Orefici, archeologo di Brescia allora impegnato in una campagna di scavi a Cahuachi (Nasca-Perù), segna l'inizio di una proficua collaborazione scientifica, che si traduce poi nel lavoro sul campo in Sud America e di conseguenza nell'analisi dei resti botanici reperiti negli scavi.

## Studi
Nei progetti scientifici, Piacenza per circa 25 anni si è dedicato con numerosi congressi, dissertazioni e costituzione di un erbario, alla ricerca scientifica come archeobotanico studiando i resti vegetali reperiti nelle tombe, le offerte ai defunti, gli antichi alimenti, lo sviluppo dell'agricoltura e le sue modifiche nel tempo, mettendo in relazione la flora attuale con quella archeologica.
Si è occupato in particolare dell'analisi dei costumi alimentari di antichi popoli preincaici e precolombiani, Uno studio a parte è stato condotto sull'Isola di Pasqua nell'analisi delle fibre vegetali che si suppone abbiano permesso lo spostamento degli imponenti Moai.
In seguito allo studio del gruppo etnico Chiribaya è nominato “Investigador asociado Centro Mallqui, (The Bioanthropology Foundation Perù), Ilo Perù”.
Le lezioni tenute presso l'Università di Lima gli valgono la nomina di “Profesor visitante Universidad Cientifica del Sur – Lima  Perù”.
La sua più recente collaborazione è stata la partecipazione all'ultimo libro su Nasca, intitolato “Nasca, El desierto de los dioses de Cahuachi”. 
Nel marzo 2010 si è tenuto un congresso a Varsavia, patrocinato dall'UNESCO, in cui è stato commemorato con la lettura di un lavoro redatto in collaborazione con la Dott.ssa Elvina Pieri.

## Progetti (partecipazioni)
- Proyecto Nasca (inizio 1982-conclusione prevista 2011)

Studi delle offerte e costituzione della prima grande vetrina botanica del Museo Nasca
- Programa Contisuyo (inizio 1997) Costa sud del Perù, lungo il Rio Osmore

Esame delle numerose tombe e corredi funerari del gruppo etnico denominato Chiribaya
Costituzione vetrine botaniche Museo dell'Algarrobal
- Proyecto Rapa Nui - Isola di Pasqua (1990-1993)

Centro Studi e Ricerche Ligabue di Venezia, in collaborazione con l'Università del Cile, il Museo Sebastiano Englert e il Centro Studi e Ricerche Arch. Precolombiane, il Dott. Orefici ha organizzato tre missioni consecutive a Rapa Nui, a cui Luigi Piacenza ha partecipato in numero di due.
- Proyecto Archeologico La Venta (1997) - Direttore Dott. Orefici - team speleologico "La Venta", archeologo Prof. Thomas Lee

Esame caverne del profondo canyon del Rio Laventa, circa 80 km a ovest di Tuxtla Gutierrez Chapas – Messico, in particolare vengono studiati i resti botanici de la cueva del Lazo.

## Opere
- "La Quinoa nel mondo andino" (Chenopodium Quinoa, Wild), in "Archeologia, Scienza e Società nell'America Precolombiana"

(Atti del Convegno Nazionale), 143-152, 15-17 novembre 1985, Biella - Italia
- "I resti botanici del centro cerimoniale di Cahuachi", Archeologia, Scienza e Società nell'America Precolombiana, Atti del Convegno Internazionale, 41-51, Centro Italiano Studi e Ricerche Archeologiche Precolombiane, Brescia 1998
- "Le piante americane", in La Riscoperta dell'America, ed. Marietti Genova 1989 ISBN 8821199118 - ISBN 9788821199110
- "Pseudocereali andini" in: 1492-1992 - Animali e piante dalle Americhe all'Europa, ed. Sagep - Genova 1991
- "La vegetazione dell'Isola di Pasqua e le sue modifiche nel tempo", in "Rapa-Nui" a cura di Giancarlo Ligabue e Giuseppe Orefici, ed. Erizzo - Venezia 1994 ISBN 9788870770322 - ISBN 887077032X
- "Evidenze archeologiche di alcuni prodotti agricoli del Nuovo Mondo introdotti in Europa", in Piante americane in Valle Scrivia - Estratto dagli Atti dell'Accademia Ligure di Scienze e Lettere, 155-162 Serie V, LI - Genova 1994
- "La produzione delle fibre vegetali nell'Isola di Pasqua", in La Terra dei Moai, ed. Erizzo - Venezia 1995 ISBN 9788870770346 - ISBN 8870770346
- "Los restos botànicos de la Cueva del Lazo, Ocozocoautla - Chiapas", in Investigaciòn, Revista ICACH 1,5 :25-38 ED. UNICACH Tuxtla Gutièrrez - Mèxico 2000
- "I resti botanici del sito archeologico di Cahuachi (Nasca, Perù)", in Informatore Botanico Italiano, 33 (1), 51-55, Società Botanica Italiana (Gruppo di Lavoro per la Botanica Tropicale), Firenze 2001
- "Analisi delle proteine di riserva estratte da semi antichi peruviani", in Informatore Botanico Italiano, 33 (1) 56-59, Società Botanica Italiana, M. Durante, L. Piacenza, P. Bruschi e R. Bernardi, Firenze 2001
- "Evidencias Botànicas en Asentamientos Nasca", in Boletìn del Museo de Arqueologìa y Antropologìa, vol. 5, n.1: 3-13, ISSN 1680-4236 Universidad Nacional Mayor de San Marcos, Lima - Perù 2002
- "Las Ofrendas de vegetales en el centro ceremonial de Cahuachi", in Il Sacro e il paesaggio nell'America Indigena, Atti del Colloquio Internazionale, A CURA DI: Domenici, D. Orsini, C. Venturoli, S.I, 14:309-317, CLUEB Bologna 2003
- "Las plantas en las ofrendas funeraria Chiribaya", in Congreso de Americanistas en Perugia - Maggio 2003
- "Tradiciones gastronòmicas en diferentes Culturas precolombinas del sur peruano", Quaderni di Thule. Rivista italiana di studi americanistica, IV, Argo Editrice, Lecce, pp. 47–52 - 2004
- "Túmulos, ideología y paisaje de la fase alto Ramírez del Valle de Azapa" Chungará (Arica)versión On-line ISSN 0717-7356

Chungará (Arica) v.36  supl.espec. t1 Arica sep. 2004 - doi: 10.4067/S0717-73562004000300028 Volumen Especial, 2004. Páginas 261-272
Chungara, Revista de Antropología Chilena
- "Las plantas en las ofrendas funeraria Chiribaya", Quaderni di Thule. Rivista italiana di studi americanistica, III-1, 237-244, Argo Editrice - 2005
- "Flores y floristas en la sociedad Azteca", in Quaderni di Thule, Atti del XXVII Convegno Internazionale di Americanistica - Argo Editrice, Perugia 2005
- "Flores y floristas en la sociedad Azteca", in Institute for Latin American Studies, R.A.S. Moscow M-35, pubblicato nella rivista "Latinskaya Amerika" ("America latina", N°1), 69-76, Mosca 2006
- "La vegetazione antica e l'attuale situazione floristica dell'Isola di Pasqua", in Informatore Botanico Italiano, 39 suppl. 1,L. Piacenza, A. Ranfa e M.R. Cagiotti - 2007
- "NASCA. El desierto de los dioses de Cahuachi" Autor : Orefici Giuseppe Editorial :  Hardcover, 260 Pages, Graph Ediciones 2010 ISBN 6124535920 - ISBN 9786124535925

## Interventi
- La cucina preincaica nell'archeologia, a cura di Luigi Piacenza (21 maggio 2009 - Fondazione Casa America Villa Rosazza – Convegno “Genova Perù, sulle ali del Gusto”)
- I volatili nei miti preincaici, a cura di Luigi Piacenza (23 maggio 2009 - Museo di Storia Naturale “G. Doria” (Genova) Convegno “ Il volo del Condor: dal Perù a Genova”)